# Rejon bóbrecki
Rejon bóbrecki (ukr. Бібркський район) – jednostka podziału administracyjnego Ukraińskiej Socjalistycznej Republiki Radzieckiej (rejon) w Związku Socjalistycznych Republik Radzieckich w latach 1940–1941 i 1944–1962. Należał do obwodu lwowskiego. Siedziba władz rejonu znajdowała się w Bóbrce.
Rejon bóbrecki został utworzony 17 stycznia 1940 na podstawie dekretu Prezydium Rady Najwyższej USRR o podziale na rejony zachodnich obwodów USRR, kiedy to w obwodzie lwowskim utworzono 37 rejonów, między innymi bóbrecki. Rejon objął miasto Bóbrka oraz obszary zniesionych gmin Bóbrka, Chlebowice Wielkie, Podhorodyszcze i Stare Sioło, należące przed wojną do powiatu lwowskiego w województwie lwowskim, oraz część gminy Świrz (gromady Chlebowice Świrskie, Kopań i Świrz), należące przed wojną do powiatu przemyślańskiego w województwie tarnopolskim
Rejon bóbrecki przestał istnieć wraz z wybuchem wojny niemiecko-radzieckiej 22 czerwca 1941. Jego tereny weszły w skład Landkreis Lemberg dystryktu galicyjskiego Generalnego Gubernatorstwa.
Rejon został odtworzony 23 lipca 1944, po zajęciu tych terenów przez Armię Czerwoną.
23 września 1959 do rejonu bóbreckiego włączono część zniesionego rejonu winnikowskiego.
30 grudnia 1962 rejon bóbrecki zniesiono, włączając jego obszar do rejonu pustomyckiego.